# Rhododendron kesangiae
Rhododéndron kesangiae — листопадный кустарник, вид подсекции Grandia, секции Ponticum, подрода Hymenanthes, рода Рододендрон (Rhododendron), семейства Вересковые (Ericaceae).
Статус вида спорный. Назван в честь королевы Бутана Кесанг Чоден Вангчук. Используется в качестве декоративного садового растения.

## Распространение и экология
Эндемик Бутана. Встречается на высотах 2600 — 3400 метров над уровнем моря.

## Ботаническое описание
Напоминает Rhododendron grande. Высота в десятилетнем возрасте около 150—200 см.
Молодые побеги покрыты белым хлопьевидным опушением.
Листья от широко-эллиптических до обратнояйцевидных, 20—30×10—16 см, со слегка закруглённой вершиной.
В соцветии 16—30 цветков.
Цветки фиолетово-розовые (при отцветании светло-розовые), колокольчатые. Венчик  3—4,7 см. Аромат отсутствует. Цветение в апреле-мае.
Плод — коробочка.

## В культуре
Помимо красивого цветения вид ценен крупной и декоративной листвой.
Выдерживает зимние понижения температуры до −15 °С. рН почвы от 4,5 до 6,5.